# Kristoffer Gunnartz
Kristoffer Gunnartz, född den 10 september 1970, är en svensk vetenskapsjournalist och författare. Han erhöll 2007 års pris för god och granskande vetenskapsjournalistik av Svenska föreningen för vetenskapsjournalistik för sitt debutverk Välkommen till övervakningssamhället 2006. Gunnartz har även arbetat på Sveriges Radio.